# Bos van Colfontaine
Het Bos van Colfontaine is een bosgebied in het Natuurpark Hauts-Pays in de Belgische provincie Henegouwen. Het bos is gelegen in de gemeenten Colfontaine, Dour en Frameries. Het L-vormige bos bestaat voornamelijk uit loofwoud.
In het bos bevindt zich de steenkoolmijn Sauwartan en een jachtpaviljoen die beide als beschermd monument geklasseerd zijn. De terril die bij de steenkoolmijn Sauwartan hoort vormt een beschermde site.